# Hotel Kristoff Maracaibo
El Hotel Kristoff Maracaibo es una instalación hotelera localizada en la ciudad de Maracaibo, la capital del Estado Zulia en el occidente del país sudamericano de Venezuela. Se localiza específicamente entre la Avenida 8 Santa Rita entre las calles 68 y 69, cerca del centro de adiestramiento integral Venezuela, la Alianza Francesa de Maracaibo y la Sede Judicial edificio Arauca, en frente de los Edificios Maranello y la Guacara. Posee unas 298 habitaciones y suites entre ellas cabañas y suites VIP, restaurantes, además de 8 salones que se utilizan con diversos propósitos y que fueron bautizados con nombres de indígenas venezolanos como Macarao, Caura o Kavac.
También sirve como centro de reuniones y exhibiciones de obras de artistas locales